# 领歌百灵
领歌百灵（学名：Mirafra collaris），是百灵科歌百灵属的一种，分布于索马里、肯尼亚和埃塞俄比亚。全球活动范围约为531,000平方千米。该物种的保护状况被评为无危。
领歌百灵的栖息地包括干燥的稀树草原、亚热带或热带的（低地）干燥疏灌丛和亚热带或热带的（低地）干草原。